# لالا کارلسن
لالا کارلسن (انگلیسی: Lalla Carlsen; ۱۷ اوت ۱۸۸۹ – ۲۳ مارس ۱۹۶۷) هنرپیشه، و خواننده اهل نروژ بود.